# Slot Dhaun
Het slot Dhaun is een burchtruïne in Rijnland-Palts, op het gebied van de Ortsgemeinde Hochstetten-Dhaun. Het slot en het plaatsje Dhaun liggen hoog boven het Kellenbachdal, een zijrivier van de Nahe.

## Geschiedenis
De burcht is in de 12e eeuw gebouwd door de graven van de Nahegouw; later werden dat de wild- en rijngraven; zie wildgraafschap Dhaun.
In 1794 veroverden Franse troepen het gebied en daarmee ook het slot. De bezetters verkochten de burcht en de kopers lieten ze geleidelijk afbreken voor de bouwmaterialen. Thans zijn er nog ruïnes van de kapel en het kookhuis, twee bastions van de ringmuur.